# Alice at the Rodeo
Série Alice Comedies
Alice at the Carnival
(1927) Alice the Collegiate
(1927)
Pour plus de détails, voir Fiche technique et Distribution.
Alice at the Rodeo  ou Alice's Rodeo est un court métrage d'animation américain muet de la série Alice Comedies sorti en 1927.

## Synopsis
Julius a gagné un billet pour participer à un tournoi de rodéo. Mais Pete vole le prix, forçant Julius à tout faire pour le récupérer.

## Fiche technique
- Titre original : Alice at the Rodeo  ou Alice's Rodeo
- Série : Alice Comedies
- Réalisation : Walt Disney
- Animation : Ub Iwerks, Rollin Hamilton, Hugh Harman, Rudolf Ising
- Encrage et peinture : Irene Hamilton, Walker Harman
- Photographie : Rudolf Ising
- Production : Margaret J. Winkler
- Société de production : Disney Brothers Studios
- Société de distribution : FBO pour Margaret J. Winkler (1927)
- Budget : 1 044,07 $
- Pays :  États-Unis
- Format d'image : noir et blanc - 35 mm - 1,37:1 - muet
- Genre : animation et prises de vues réelles
- Durée : 8 min 16
- Dates de sortie : 
  - Version muette : 21 février 1927[1]
  - Version sonorisée : ?

Source : Walt in Wonderland

## Distribution
- Margie Gay : Alice

## Commentaires
Produit en septembre 1926, le film a été livré le 15 novembre 1926. Le copyright a été déposé le 21 février 1927 par R-C Pictures Corp. 